# Psilanteris waschis
Psilanteris waschis är en stekelart som beskrevs av Mikhail Vasilievich Kozlov och Lê 2000. Psilanteris waschis ingår i släktet Psilanteris och familjen Scelionidae. Inga underarter finns listade i Catalogue of Life.